# 치바 유다이
치바 유다이(일본어: 千葉 雄大, 1989년 3월 9일 ~ )는 일본의 배우, 패션 모델이다.
미야기현 타가죠 시 출신. 재팬 뮤직 엔터테인먼트 소속.

## 내력
《CHOKi CHOKi》의 전속 모델로서 활동하고 있던 즈음, 이 잡지를 우연히 본 현 사무소 사람에게 스카우트되었다.
2007년 10월, Toppa 모델 오디션에서 모델로 선택된다. 동시에 다니고 있던 타마가와 대학을 중퇴. 또 이쯤에 마치다 시내의 스타벅스에서 아르바이트를 하고 있었다.
2009년 9월, 사무소에 소속, 그 몇 주 후에 열린 오디션에서 《천장전대 고세이저》의 아라타/레드 역에 발탁된다.
닛폰 TV의 《세계에서 가장 받고 싶은 수업》에서 100만 엔 분의 도서권을 획득, 2012년 6월, 모교인 타가죠 시립 죠난 초등학교에 그림책을 기증했다.

## 인물
- 미야기 현 센다이 제3고등학교 졸업.
- 어렸을 때 좋아했던 수퍼 전대 시리즈 작품은 《공룡전대 주레인저》라고 한다[8].
- 좋아하는 한국 음식은 삼겹살과 호떡, 중국 음식은 샤오롱 바오, 일본 음식은 대구알 스파게티이다.
- 좋아하는 과일은 멜론.
- 취미는 영화 감상, 기타, 일러스트.
- 특기는 테니스.

## 출연

### 드라마
- 천장전대 고세이저 (2010년 2월 ~ 2011년 2월, TV 아사히) - 주연·아라타/고세이 레드(목소리) 역
- 수퍼 전대VS시리즈 극장 (2010년 5월 ~ 12월, TV 아사히) - 아라타(고세이 레드의 변신자) 역
- 오란고교 호스트부 (2011년 7월 ~ 9월, TBS) - 하니노즈카 미츠쿠니 역
- 런어웨이~사랑하는 너를 위해서 (2011년 10월 ~ 12월, TBS) - 이누이 토시오 역
- Fallen Angel (2012년 1월 ~ 3월, BS 아사히) - 아사히나 (쿠마 짱) 역
- 시라토 오사무의 사건부 (2012년 1월 ~ 3월, TBS) - 주연·시라토 오사무 역
- 개구리 왕녀님 (2012년 4월 ~ 6월, 후지 TV) - 타카가키 시노부 역
- 검은 여교사 (2012년 7월 ~ 9월, TBS) - 모치즈키 료헤이 역
- 대하드라마 타이라노 키요모리 제38화 ~ (2012년, NHK) - 타카쿠라 천황 역
- 레지던트~5명의 연수의 제9 ~ 10화 (2012년 12월 13일 ~ 20일, TBS) - 미야마 역
- TAKE FIVE~우리는 사랑을 훔칠 수 있을까~ (2013년 4월 ~ 6월, TBS) - 야노 쇼타로 역
- SUMMER NUDE (2013년 7월 ~ 9월, 후지 TV) - 요네다 하루오 역
- 셰프의 곁에서 (2013년 7월 ~ 9월, TBS) - 주연·셰프 역
- 사랑하는 이브 (2013년 12월 24일, 닛폰 TV) - 카즈히코 역
- 실연 쇼콜라티에 제7화 (2014년 2월 24일, 후지 TV) - 나카무라 다이스케 역
- 마츠모토 세이쵸 스페셜 시간의 습속 (2014년 4월 10일, 후지 TV) - 스가이 신타로 역
- 수구 양키스 (2014년 7월 ~ 9월, 후지 TV) - 키무라 토모키 역
- 킨다이치 소년의 사건부 N(neo) 제3 ~ 4화 (2014년 8월 2일 ~ 9일, 닛폰 TV) - 카토 켄타로 역
- 최강의 여자 (2014년 10월 5일, MBS) - 타쿠야 역
- 오늘은 회사 쉬겠습니다. (2014년 10월 ~ 12월, 닛폰 TV) - 카가미 류세이 역
- 천사의 나이프 (2015년 2월 ~ 3월, WOWOW) - 후쿠이 역
- 싸우다! 서점 걸 (2015년 4월 ~ 6월, 칸사이 TV) - 미타 타카히코 역
- 연애 있어 있어. 〈싱글 마마 연애 있어 있어〉 (2015년 6월 24일, 후지 TV) - 쿠로타 역
- 어른 여자 (2015년 10월 ~ 12월, 후지 TV) - 사와다 켄타 역
- 쿠로사키 군의 말대로는 되지 않아 (2015년 12월 22일 ~ 23일, 닛폰 TV) - 시라카와 타쿠미 역
- 신춘 특별 프로그램 드라마 〈그녀가 사랑한 장인〉 (2016년 1월 6일, TV 도쿄) - 주연·와다 역
- 가족의 형태 (2016년 1월 ~ 3월, TBS) - 이리에 하루토 역
- 돌체의 물방울 (2016년 2월 12일, NHK) - 주연
- 99.9 -형사 전문 변호사- 제5 ~ 6화 (2016년 5월 15일 ~ 22일, TBS) - 타니시게 나오키 역
- 집을 파는 여자 (2016년 7월 ~ 9월, 닛폰 TV) - 아다치 사토시 역
- 행복의 기억 (2017년 1월 8일, MBS)

### 영화
- 사무라이 전대 신켄저VS고온저 은막 BANG!! (2010년 1월, 토에이) - 고세이 레드(아라타의 목소리) 역
- 천상전대 고세이저 에픽 ON THE 무비 (2010년 8월, 토에이) - 주연·아라타/고세이 레드(목소리) 역
- 테리비매거진 특제 dvd 천장전대 고세이저 갓챠☆미라클!총집편!! (2010년 12월, 토에이) - 주연·아라타역
- 천상전대 고세이저VS신켄저 에픽 on 은막 (2011년 1월, 토에이) - 주연·아라타/고세이 레드(목소리) 역
- 고카이저 고세이저 수퍼 전대 199 히어로 대결전 (2011년 6월, 토에이) - 아라타/고세이 레드(목소리) 역
- 돌아온 천상전대 고세이저 last epic (2011년, 토에이) - 주연·아라타/고세이 레드(목소리) 역
- 이스터 래빗의 캔디 공장 (2011년 8월) - 주연·프레드 역 (일본어 더빙)
- 오란고교 호스트부 (2012년 3월, 소니 픽처즈 엔터테인먼트) - 하니노즈카 미츠쿠니 역
- 가면라이더×수퍼 전대 수퍼 히어로 대전 (2012년 4월, 토에이) - 고세이 레드(아라타의 목소리) 역
- 막부 고교생 (2014년 7월, 토에이) - 누마다 신타로 역
- 아오하라이드 (2014년 12월, 토호) - 키쿠치 토마 역
- Mr.맥스맨 (2015년 3월, KATSU-do) - 주연·타니구치 역
- 통학 시리즈 통학 전차 (2015년 11월, 포니캐년) - 주연·하루 역
- 통학 시리즈 통학 도중 (2015년 11월, 포니캐년) - 하루 역
- 쿠로사키 군의 말대로는 되지 않아 (2016년 2월, 쇼게이트) - 시라카와 타쿠미 역
- 모히칸 고향에 돌아가다 (2016년, 도쿄 테아트르) - 타무라 코지 역
- 나으리, 이자이옵니다! (2016년, 쇼치쿠) - 치사카 츄나이 역
- 전원, 짝사랑 〈아침밥의 김〉 (2016년, 토에이) - 주연·키류 역
- 아인 (2017년) - 오쿠야마 역
- Bros.맥스맨 (2017년, KATSU-do) - 타니구치 역
- ReLIFE (2017년, 쇼치쿠) - 요아케 료 역
- 테이이치의 나라 (2017년) - 모리조노 오쿠토 역
- 오빠에게 너무 사랑받아서 곤란해요 (2017년, 쇼치쿠) - 세리카와 타카네 역
- 암흑여자 (2017년) - 호조 선생 역
- N.Y. 맥스맨 (2017년) - 타나구치 마사요시 역
- 극장판 요괴워치: 섀도우사이드 오니왕의 부활(2017년)
- 스마트폰을 떨어뜨렸을 뿐인데(2018년) - 카가야 마나부 역

### CM
- 프리마 햄 〈고세이저 소시지〉 (2010년)
- 반다이 〈고세이저 자켓〉 (2010년)
- 시세이도 〈ELIXIR SUPERIEUR 하리마돈나 가을 편〉 (2010년)
- 미즈이 스이모토 카드 application pay(2016년)

## 서적

### 사진집
- Yudai (2010년) ISBN 978-4-05-404674-0
- 청사진 (2012년) ISBN 978-4-8470-4460-1

## 수상
- 베스트 스타일링 어워드 2015 20대 남성 부문[9]

•2017 신인 남자배우 상(나으리 이자이옵니다)